# Синдром Барде — Бидля
Синдро́м Барде́ — Би́для (англ. Bardet–Biedl syndrome, BBS) — генетическая патология человека, относящаяся к группе цилиопатий. Отождествлялся с Синдром Лоренса — Муна (англ. Laurence–Moon syndrome); ныне рассматривается как отдельное заболевание. Назван по именам французского врача Жоржа Барде и венгерского терапевта Артура Бидля, впервые описавших клинические симптомы патологии.

## Клинические симптомы

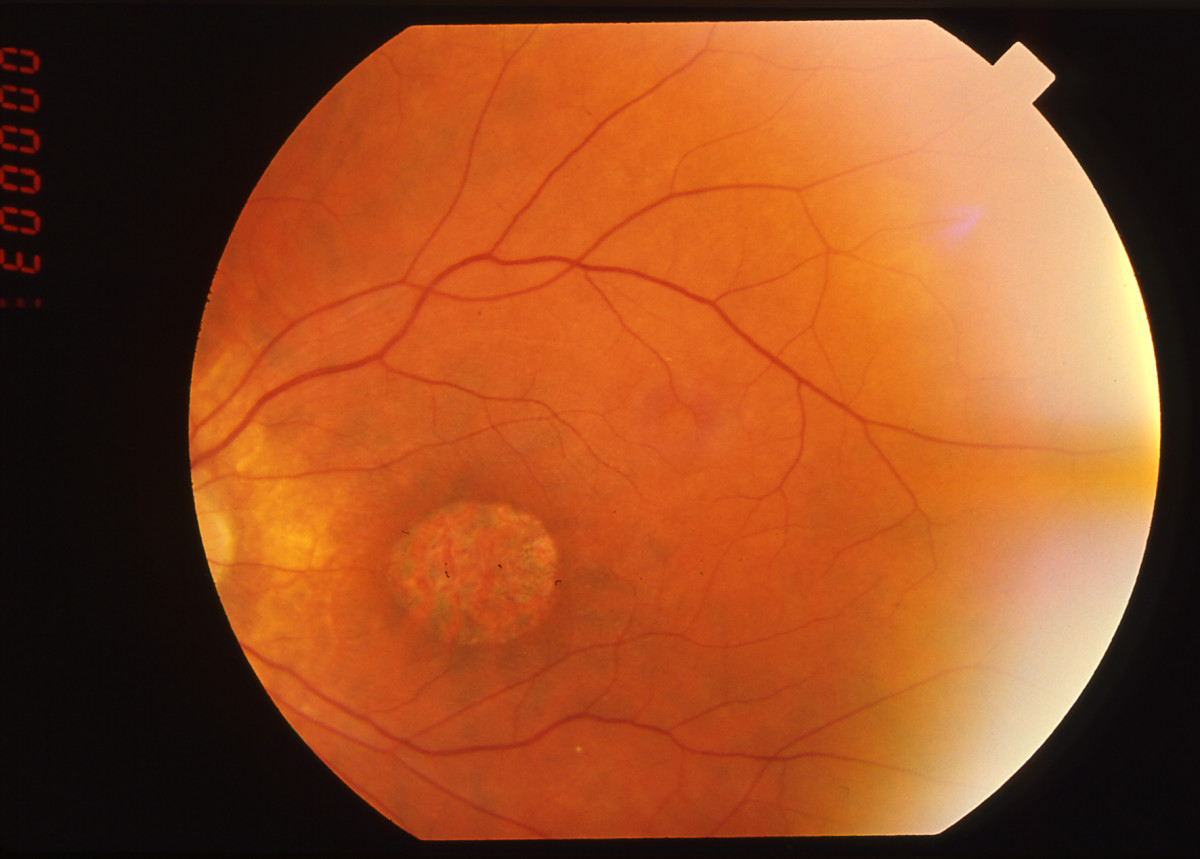
Деградация сетчатки глаза.

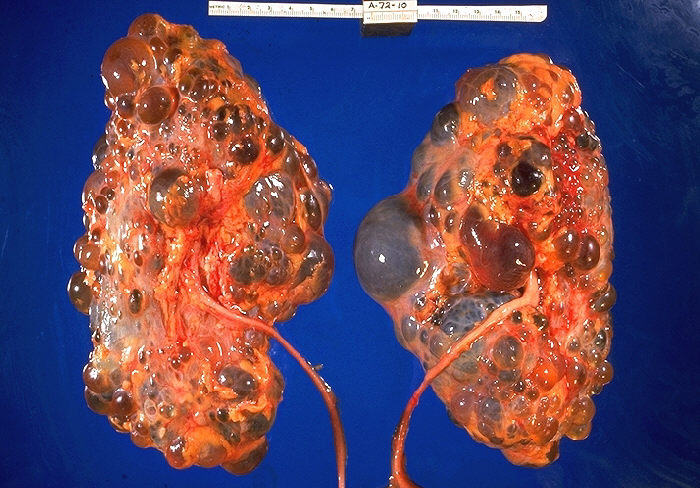
Поликистоз почек.

Синдром Барде — Бидля — редкое генетическое заболевание, встречающееся с частотой 1:120000 новорожденных в Европе и Северной Америке. В то же время в закрытых популяциях острова Ньюфаундленд или бедуинских кланов Кувейта и Саудовской Аравии частота возникновения заболевания может достигать соотношения 1:13000. Для клинического диагностирования синдрома необходимо наличие как минимум четырёх из шести первичных симптомов — ожирения, деградации сетчатки глаза, полидактилии, поликистоза почек, гипогонадизма и замедления умственного развития. Вторичными симптомами также могут являться диабет, фиброз печени, атаксия, расстройства речи, асимметрия висцеральных органов, патология зубов (гипоплазия зубной эмали, маленькие корни, гиподонтия), аносмия, потеря слуха.

## Молекулярно-генетические механизмы
Синдром Барде — Бидля является генетически гетерогенным заболеванием. На сегодня известно 18 генов, мутации которых могут приводить к развитию синдрома.
| Фенотип                               | Ген     | Хромосомный локус |
| ------------------------------------- | ------- | ----------------- |
| Синдром Барде — Бидля 1               | BBS1    | 11q13.2           |
| Синдром Барде — Бидля 2               | BBS2    | 16q12.2           |
| Синдром Барде — Бидля 3               | ARL6    | 3q11.2            |
| Синдром Барде — Бидля 4               | BBS4    | 15q24.1           |
| Синдром Барде — Бидля 5               | BBS5    | 2q31.1            |
| Синдром Барде — Бидля 6               | MKKS    | 20p12.2           |
| Синдром Барде — Бидля 7               | BBS7    | 4q27              |
| Синдром Барде — Бидля 8               | TTC8    | 14q31.3           |
| Синдром Барде — Бидля 9               | PTHB1   | 7p14.3            |
| Синдром Барде — Бидля 10              | BBS10   | 12q21.2           |
| Синдром Барде — Бидля 11              | TRIM32  | 9q33.1            |
| Синдром Барде — Бидля 12              | BBS12   | 4q27              |
| Синдром Барде — Бидля 13              | MKS1    | 17q22             |
| Синдром Барде — Бидля 14              | CEP290  | 12q21.32          |
| Синдром Барде — Бидля 15              | C2orf86 | 2p15              |
| Синдром Барде — Бидля, модификатор    | C2orf86 | 1p35.1            |
| Синдром Барде — Бидля 1, модификатор  | C2orf86 | 3q11.2            |
| Синдром Барде — Бидля 14, модификатор | C2orf86 | 8q22.1            |

Большинство ББС генов кодируют белки, ассоциированные с интрафлагеллярным транспортом (ИФТ). Согласно современным представлениям о модулярном строении ИФТ комплексов, наряду с белками субкомплексов A и B, ББС белки образуют отдельный субкомплекс, так называемую ББСому (англ. BBSome).